# Jens Hendrik Djurhuus
Jens Hendrik Djurhuus (* 18. März 1799 in Kollafjørður, Färöer; † 12. Februar 1892 ebenda) war ein dänischer Bauer und Dichter der Färöer.
Jens Hendrik ist der Sohn von Jens Christian Djurhuus und Jóhanna Maria Jensdóttir. Verheiratet war er mit Anna Elisabeth Friderikka Olesdatter.
Wie schon sein Vater widmete er sich der Dichtung färöischer Balladen. Eines seiner bekanntesten Werke ist das Gudbrands kvæði, das von der Christianisierung Norwegens durch Olaf den Heiligen handelt. 
Jens Hendrik Djurhuus saß von 1852 bis 1855 als Parlamentarier im Løgting.